# Rally d'Australia 2003
Il Rally d'Australia 2003, ufficialmente denominato 16th Telstra Rally Australia, è stata la decima prova del campionato del mondo rally 2003 nonché la sedicesima edizione del Rally d'Australia e la quattordicesima con valenza mondiale. 

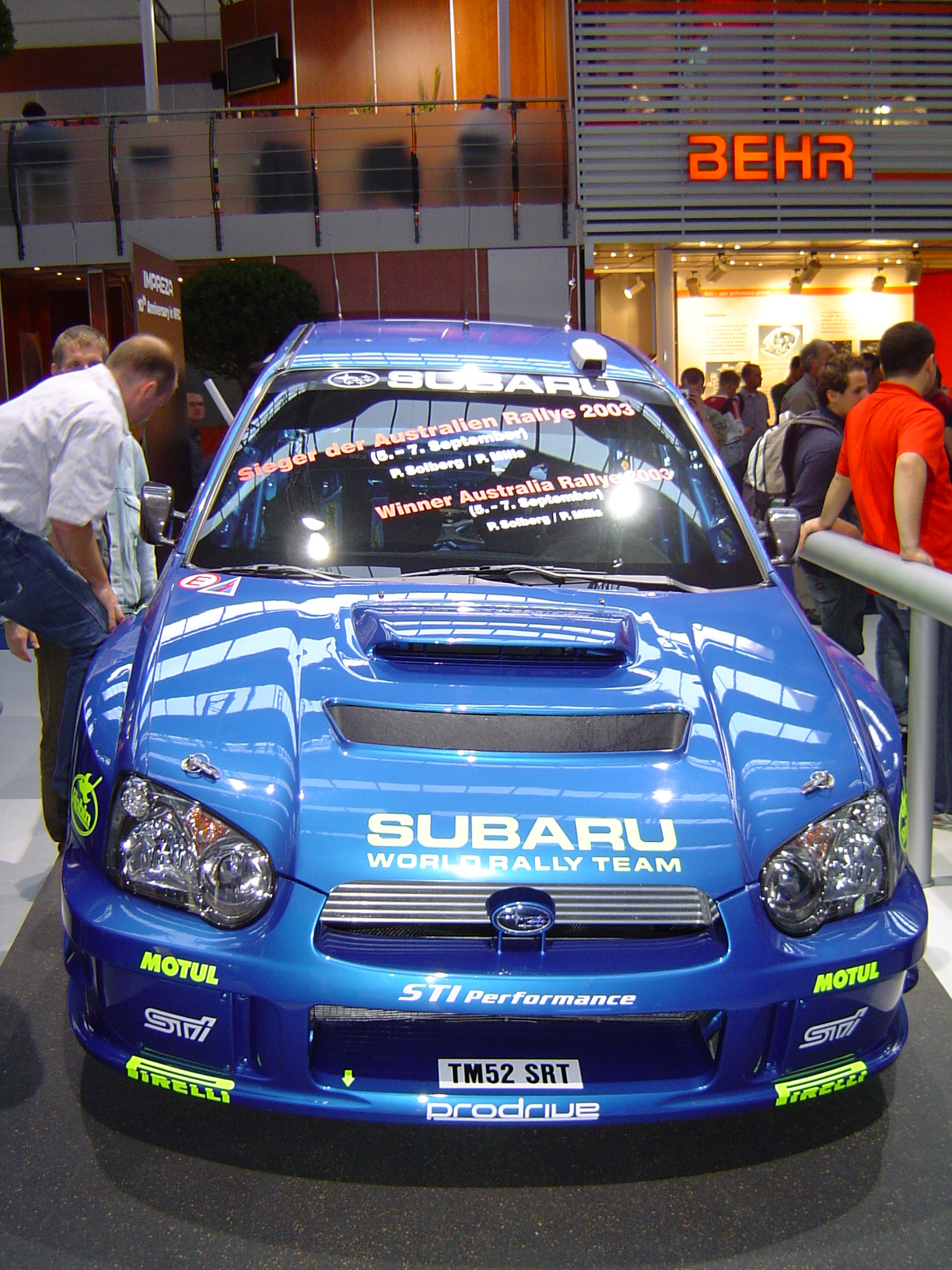
La Subaru Impreza WRC2003 di Solberg/Mills, vincitori dell'edizione 2003

La manifestazione si è svolta dal 4 al 7 settembre sulle strade sterrate che attraversano le zone costiere dell'Australia Occidentale nel territorio attorno alla città di Perth, che fu la sede principale del rally, e un nuovo parco assistenza allestito per i concorrenti a Jarrahdale, 45 km a sud-est di Perth.
L'evento è stato vinto dal norvegese Petter Solberg, navigato dal britannico Phil Mills, alla guida di una Subaru Impreza WRC2003 della squadra ufficiale 555 Subaru WRT, al loro terzo successo in carriera e al secondo in stagione dopo la vittoria conseguita al Rally di Cipro, precedendo la coppia formata dal francese Sébastien Loeb e dal monegasco Daniel Elena, su Citroën Xsara WRC del team Citroën Total, e quella britannica composta da Richard Burns e Robert Reid, su una Peugeot 206 WRC della scuderia Marlboro Peugeot Total.
In Australia si disputava anche la sesta e penultima tappa del campionato PWRC, che ha visto vincere l'equipaggio britannico costituito da Martin Rowe e Trevor Agnew, su Subaru Impreza WRX STi della scuderia David Sutton Cars Ltd, al loro primo successo stagionale di categoria.

## Dati della prova
| Denominazione ufficiale             | Telstra Rally Australia                                             |
| Edizione N°                         | 16                                                                  |
| Tappa N°                            | 10 di 14                                                            |
| Data manifestazione                 | da giovedì 04/09/2003 a domenica 07/09/2003                         |
| Sede ospitante                      | Perth (Australia Occidentale)                                       |
| Sede parco assistenza               | Jarrahdale (contea di Serpentine-Jarrahdale, Australia Occidentale) |
| Superficie                          | Terra                                                               |
| Iscritti                            | 56                                                                  |
| Partiti                             | 49                                                                  |
| Arrivati                            | 32 (65,3%)                                                          |
| Prove speciali                      | 24                                                                  |
| Prova più breve                     | 2,45 km (PS1, PS10, PS19 e PS20: Perth City Super)                  |
| Prova più lunga                     | 34,99 km (PS6: Stirling Long)                                       |
| Prova più lenta                     | velocità media di 94,33 km/h (PS17: Perth City Super 2)             |
| Prova più veloce                    | velocità media di 128,09 km/h (PS22: Bannister South)               |
| Lunghezza prove speciali            | 386,31 km (21,5% della distanza totale)                             |
| Lunghezza complessiva trasferimenti | 1408,85 km                                                          |
| Distanza totale                     | 1795,16 km                                                          |

## Itinerario
| Frazione 1 | 4 set  | PS1    | 18:38  | Perth City Super 1               | 2,45 km  | 145,20 km |  |  |  |  |
| Frazione 1 | 5 set  |        | 06:58  | Assistenza – Jarrahdale (20 min) | –        | 145,20 km |  |  |  |  |
| Frazione 1 | 5 set  | PS2    | 08:19  | Murray North 1                   | 18,49 km | 145,20 km |  |  |  |  |
| Frazione 1 | 5 set  | PS3    | 08:47  | Murray South 1                   | 20,12 km | 145,20 km |  |  |  |  |
| Frazione 1 | 5 set  | PS4    | 09:45  | Gobbys                           | 5,20 km  | 145,20 km |  |  |  |  |
| Frazione 1 | 5 set  |        | 10:09  | Assistenza – Jarrahdale (20 min) | –        | 145,20 km |  |  |  |  |
| Frazione 1 | 5 set  | PS5    | 12:12  | Stirling West                    | 15,89 km | 145,20 km |  |  |  |  |
| Frazione 1 | 5 set  | PS6    | 12:44  | Stirling Long                    | 34,99 km | 145,20 km |  |  |  |  |
| Frazione 1 | 5 set  | PS7    | 14:17  | Turner Hill                      | 7,00 km  | 145,20 km |  |  |  |  |
| Frazione 1 | 5 set  |        | 15:22  | Assistenza – Jarrahdale (20 min) | –        | 145,20 km |  |  |  |  |
| Frazione 1 | 5 set  | PS8    | 16:43  | Murray North 2                   | 18,49 km | 145,20 km |  |  |  |  |
| Frazione 1 | 5 set  | PS9    | 17:11  | Murray South 2                   | 20,12 km | 145,20 km |  |  |  |  |
| Frazione 1 | 5 set  |        | 18:21  | Assistenza – Jarrahdale (45 min) | –        | 145,20 km |  |  |  |  |
| Frazione 1 | 5 set  | PS10   | 20:32  | Perth City Super 2               | 2,45 km  | 145,20 km |  |  |  |  |
| Frazione 1 | 5 set  |        |        |                                  |          |           |  |  |  |  |
| Frazione 2 | 6 set  |        | 08:28  | Assistenza – Jarrahdale (20 min) | –        | 124,00 km |  |  |  |  |
| Frazione 2 | 6 set  | PS11   | 09:49  | Beraking East                    | 8,88 km  | 124,00 km |  |  |  |  |
| Frazione 2 | 6 set  | PS12   | 10:12  | Helena East 1                    | 20,49 km | 124,00 km |  |  |  |  |
| Frazione 2 | 6 set  | PS13   | 10:45  | Helena West 1                    | 12,60 km | 124,00 km |  |  |  |  |
| Frazione 2 | 6 set  | PS14   | 11:03  | Helena South 1                   | 17,31 km | 124,00 km |  |  |  |  |
| Frazione 2 | 6 set  |        | 12:51  | Assistenza – Jarrahdale (20 min) | –        | 124,00 km |  |  |  |  |
| Frazione 2 | 6 set  | PS15   | 14:12  | Beraking West                    | 9,42 km  | 124,00 km |  |  |  |  |
| Frazione 2 | 6 set  | PS16   | 14:35  | Helena East 2                    | 20,49 km | 124,00 km |  |  |  |  |
| Frazione 2 | 6 set  | PS17   | 15:08  | Helena West 2                    | 12,60 km | 124,00 km |  |  |  |  |
| Frazione 2 | 6 set  | PS18   | 15:26  | Helena South 2                   | 17,31 km | 124,00 km |  |  |  |  |
| Frazione 2 | 6 set  |        | 16:44  | Assistenza – Jarrahdale (45 min) | –        | 124,00 km |  |  |  |  |
| Frazione 2 | 6 set  | PS19   | 19:40  | Perth City Super 3               | 2,45 km  | 124,00 km |  |  |  |  |
| Frazione 2 | 6 set  | PS20   | 19:50  | Perth City Super 4               | 2,45 km  | 124,00 km |  |  |  |  |
|            |        |        |        |                                  |          |           |  |  |  |  |
| Frazione 3 | 7 set  |        | 07:58  | Assistenza – Jarrahdale (20 min) | –        | 117,11 km |  |  |  |  |
| Frazione 3 | 7 set  | PS21   | 09:06  | Bannister North                  | 24,81 km | 117,11 km |  |  |  |  |
| Frazione 3 | 7 set  | PS22   | 09:44  | Bannister South                  | 34,16 km | 117,11 km |  |  |  |  |
| Frazione 3 | 7 set  |        | 11:22  | Assistenza – Jarrahdale (20 min) | –        | 117,11 km |  |  |  |  |
| Frazione 3 | 7 set  | PS23   | 12:30  | Bannister West                   | 24,69 km | 117,11 km |  |  |  |  |
| Frazione 3 | 7 set  | PS24   | 13:08  | Bannister Central                | 33,45 km | 117,11 km |  |  |  |  |
| Frazione 3 | 7 set  |        | 14:23  | Assistenza – Jarrahdale (20 min) | –        | 117,11 km |  |  |  |  |
| Totale     | Totale | Totale | Totale | Totale                           | Totale   | 386,31 km |  |  |  |  |

## Risultati

### Classifica
| Pos.                   | Nº       | Pilota          | Co-pilota         | Auto                      | Squadra                  | Classe    | Tempo     | Distacco | Punti    |
| Generale               | Generale | Generale        | Generale          | Generale                  | Generale                 | Generale  | Generale  | Generale | Generale |
| ---------------------- | -------- | --------------- | ----------------- | ------------------------- | ------------------------ | --------- | --------- | -------- | -------- |
| 1.                     | 7        | Petter Solberg  | Phil Mills        | Subaru Impreza WRC2003    | 555 Subaru WRT           | WRC       | 3h32'07"1 | –        | 10       |
| 2.                     | 18       | Sébastien Loeb  | Daniel Elena      | Citroën Xsara WRC         | Citroën Total            | WRC       | 3h32'33"7 | +26"6    | 8        |
| 3.                     | 2        | Richard Burns   | Robert Reid       | Peugeot 206 WRC (2002)    | Marlboro Peugeot Total   | WRC       | 3h34'00"1 | +1'53"0  | 6        |
| 4.                     | 17       | Colin McRae     | Derek Ringer      | Citroën Xsara WRC         | Citroën Total            | WRC       | 3h34'37"8 | +2'30"7  | 5        |
| 5.                     | 19       | Carlos Sainz    | Marc Martí        | Citroën Xsara WRC         | Citroën Total            | WRC       | 3h34'44"3 | +2'37"2  | 4        |
| 6.                     | 8        | Tommi Mäkinen   | Kaj Lindström     | Subaru Impreza WRC2003    | 555 Subaru WRT           | WRC       | 3h35'08"6 | +3'01"5  | 3        |
| 7.                     | 3        | Harri Rovanperä | Risto Pietiläinen | Peugeot 206 WRC (2002)    | Marlboro Peugeot Total   | WRC       | 3h36'11"0 | +4'03"9  | 2        |
| 8.                     | 11       | Freddy Loix     | Sven Smeets       | Hyundai Accent WRC3       | Hyundai World Rally Team | WRC       | 3h39'07"8 | +7'00"7  | 1        |
| 9.                     | 6        | Mikko Hirvonen  | Jarmo Lehtinen    | Ford Focus RS WRC 02      | Ford Rallye Sport        | WRC       | 3h39'17"7 | +7'10"6  | -        |
| 10.                    | 5        | François Duval  | Stéphane Prévot   | Ford Focus RS WRC 03      | Ford Rallye Sport        | WRC       | 3h39'53"3 | +7'46"2  | -        |
| Campionato piloti PWRC |          |                 |                   |                           |                          |           |           |          |          |
| 1. (15.)               | 55       | Martin Rowe     | Trevor Agnew      | Subaru Impreza WRX STi    | David Sutton Cars Ltd    | N4 / PWRC | 3h54'17"1 | –        | 10       |
| 2. (17.)               | 51       | Karamjit Singh  | Allen Oh          | Proton Pert               | Petronas EON Racing Team | N4 / PWRC | 3h56'14"1 | +1'57"0  | 8        |
| 3. (18.)               | 60       | Niall McShea    | Chris Patterson   | Mitsubishi Lancer Evo VI  | Neil Allport Motorsports | N4 / PWRC | 3h56'56"1 | +2'39"0  | 6        |
| 4. (19.)               | 65       | Stig Blomqvist  | Rob Scott         | Subaru Impreza WRX STi    | David Sutton Cars Ltd    | N4 / PWRC | 4h03'55"5 | +9'38"4  | 5        |
| 5. (20.)               | 52       | Dani Solà       | Álex Romaní       | Mitsubishi Lancer Evo VII | -                        | N4 / PWRC | 4h04'37"6 | +10'20"5 | 4        |
| 6. (26.)               | 64       | Joakim Roman    | Ragnar Spjuth     | Mitsubishi Lancer Evo VI  | -                        | N4 / PWRC | 4h21'59"9 | +27'42"8 | 3        |

| Principali ritiri | Principali ritiri | Principali ritiri | Principali ritiri | Principali ritiri      | Principali ritiri            | Principali ritiri | Principali ritiri            | Principali ritiri |
| PS                | Nº                | Pilota            | Co-pilota         | Auto                   | Squadra                      | Classe            | Causa                        | Pos.              |
| ----------------- | ----------------- | ----------------- | ----------------- | ---------------------- | ---------------------------- | ----------------- | ---------------------------- | ----------------- |
| PS 10             | 1                 | Marcus Grönholm   | Timo Rautiainen   | Peugeot 206 WRC (2002) | Marlboro Peugeot Total       | WRC               | Ritiro volontario            | 28º               |
| PS 14             | 54                | Toshihiro Arai    | Tony Sircombe     | Subaru Impreza WRX STi | Subaru Production Rally Team | N4 / PWRC         | Rottura meccanica            | 20º               |
| PS 21             | 4                 | Markko Märtin     | Michael Park      | Ford Focus RS WRC 03   | Ford Rallye Sport            | WRC               | Escluso (zavorra irregolare) | 4º                |

Legenda
| Icona | Classe                                                                                  |
| ----- | --------------------------------------------------------------------------------------- |
| WRC   | Equipaggio di classe A8 che può conquistare punti per il campionato costruttori WRC     |
| WRC   | Equipaggio di classe A8 che non può conquistare punti per il campionato costruttori WRC |
| PWRC  | Equipaggio registrato al campionato PWRC                                                |
| JWRC  | Equipaggio registrato al campionato Junior WRC                                          |
|       | Ulteriori classificazioni                                                               |

### Prove speciali
| Frazione   | Data  | Prova | Ora   | Nome               | Lunghezza | Vincitori                                                     | Tempo   | Velocità media | Leader del rally                |
| ---------- | ----- | ----- | ----- | ------------------ | --------- | ------------------------------------------------------------- | ------- | -------------- | ------------------------------- |
| Frazione 1 | 4 set | PS1   | 18:38 | Perth City Super 1 | 2,45 km   | Petter Solberg Phil Mills                                     | 1'31"9  | 95,97 km/h     | Petter Solberg Phil Mills       |
| Frazione 1 | 5 set | PS2   | 08:19 | Murray North 1     | 18,49 km  | Marcus Grönholm Timo Rautiainen                               | 10'29"1 | 105,81 km/h    | Marcus Grönholm Timo Rautiainen |
| Frazione 1 | 5 set | PS3   | 08:47 | Murray South 1     | 20,12 km  | Marcus Grönholm Timo Rautiainen                               | 11'51"8 | 101,76 km/h    | Marcus Grönholm Timo Rautiainen |
| Frazione 1 | 5 set | PS4   | 09:45 | Gobbys             | 5,20 km   | Markko Märtin Michael Park                                    | 2'29"6  | 125,13 km/h    | Marcus Grönholm Timo Rautiainen |
| Frazione 1 | 5 set | PS5   | 12:12 | Stirling West      | 15,89 km  | Sébastien Loeb Daniel Elena                                   | 9'15"3  | 103,01 km/h    | Marcus Grönholm Timo Rautiainen |
| Frazione 1 | 5 set | PS6   | 12:44 | Stirling Long      | 34,99 km  | Sébastien Loeb Daniel Elena                                   | 20'02"1 | 104,79 km/h    | Marcus Grönholm Timo Rautiainen |
| Frazione 1 | 5 set | PS7   | 14:17 | Turner Hill        | 7,00 km   | Petter Solberg Phil Mills                                     | 4'22"4  | 96,04 km/h     | Marcus Grönholm Timo Rautiainen |
| Frazione 1 | 5 set | PS8   | 16:43 | Murray North 2     | 18,49 km  | Marcus Grönholm Timo Rautiainen e Sébastien Loeb Daniel Elena | 10'14"4 | 108,34 km/h    | Sébastien Loeb Daniel Elena     |
| Frazione 1 | 5 set | PS9   | 17:11 | Murray South 2     | 20,12 km  | Sébastien Loeb Daniel Elena                                   | 11'30"0 | 104,97 km/h    | Sébastien Loeb Daniel Elena     |
| Frazione 1 | 5 set | PS10  | 20:32 | Perth City Super 2 | 2,45 km   | François Duval Stéphane Prévot                                | 1'33"5  | 94,33 km/h     | Sébastien Loeb Daniel Elena     |
|            |       |       |       |                    |           |                                                               |         |                | Sébastien Loeb Daniel Elena     |
| Frazione 2 | 6 set | PS11  | 09:49 | Beraking East      | 8,88 km   | Petter Solberg Phil Mills                                     | 5'09"6  | 103,26 km/h    | Sébastien Loeb Daniel Elena     |
| Frazione 2 | 6 set | PS12  | 10:12 | Helena East 1      | 20,49 km  | Petter Solberg Phil Mills                                     | 11'38"2 | 105,65 km/h    | Sébastien Loeb Daniel Elena     |
| Frazione 2 | 6 set | PS13  | 10:45 | Helena West 1      | 12,60 km  | Sébastien Loeb Daniel Elena                                   | 7'18"4  | 103,47 km/h    | Sébastien Loeb Daniel Elena     |
| Frazione 2 | 6 set | PS14  | 11:03 | Helena South 1     | 17,31 km  | Petter Solberg Phil Mills                                     | 8'55"3  | 116,41 km/h    | Sébastien Loeb Daniel Elena     |
| Frazione 2 | 6 set | PS15  | 14:12 | Beraking West      | 9,42 km   | Petter Solberg Phil Mills                                     | 4'38"7  | 121,68 km/h    | Sébastien Loeb Daniel Elena     |
| Frazione 2 | 6 set | PS16  | 14:35 | Helena East 2      | 20,49 km  | Sébastien Loeb Daniel Elena                                   | 11'23"8 | 107,87 km/h    | Sébastien Loeb Daniel Elena     |
| Frazione 2 | 6 set | PS17  | 15:08 | Helena West 2      | 12,60 km  | Sébastien Loeb Daniel Elena                                   | 7'10"6  | 105,34 km/h    | Sébastien Loeb Daniel Elena     |
| Frazione 2 | 6 set | PS18  | 15:26 | Helena South 2     | 17,31 km  | Sébastien Loeb Daniel Elena                                   | 8'46"6  | 118,34 km/h    | Sébastien Loeb Daniel Elena     |
| Frazione 2 | 6 set | PS19  | 19:40 | Perth City Super 3 | 2,45 km   | Markko Märtin Michael Park                                    | 1'31"7  | 96,18 km/h     | Sébastien Loeb Daniel Elena     |
| Frazione 2 | 6 set | PS20  | 19:50 | Perth City Super 4 | 2,45 km   | Markko Märtin Michael Park                                    | 1'31"8  | 96,08 km/h     | Sébastien Loeb Daniel Elena     |
|            |       |       |       |                    |           |                                                               |         |                |                                 |
| Frazione 3 | 7 set | PS21  | 09:06 | Bannister North    | 24,81 km  | Petter Solberg Phil Mills                                     | 13'11"9 | 112,79 km/h    | Petter Solberg Phil Mills       |
| Frazione 3 | 7 set | PS22  | 09:44 | Bannister South    | 34,16 km  | Sébastien Loeb Daniel Elena                                   | 16'00"1 | 128,09 km/h    | Sébastien Loeb Daniel Elena     |
| Frazione 3 | 7 set | PS23  | 12:30 | Bannister West     | 24,69 km  | Petter Solberg Phil Mills                                     | 12'22"6 | 119,69 km/h    | Petter Solberg Phil Mills       |
| Frazione 3 | 7 set | PS24  | 13:08 | Bannister Central  | 33,45 km  | Colin McRae Derek Ringer                                      | 18'10"0 | 110,48 km/h    | Petter Solberg Phil Mills       |

## Classifiche mondiali
Classifica piloti
| Pos. | Pos. | Pilota             | Punti |
| ---- | ---- | ------------------ | ----- |
| 1    |      | Richard Burns      | 55    |
| 2    | 2    | Petter Solberg     | 48    |
| 3    | 1    | Carlos Sainz       | 48    |
| 4    | 1    | Sébastien Loeb     | 45    |
| 5    | 2    | Marcus Grönholm    | 38    |
| 6    |      | Markko Märtin      | 37    |
| 7    |      | Colin McRae        | 33    |
| 8    |      | Tommi Mäkinen      | 21    |
| 9    |      | Harri Rovanperä    | 18    |
| 10   |      | François Duval     | 11    |
| 11   |      | Toni Gardemeister  | 9     |
| 12   |      | Gilles Panizzi     | 6     |
| 13   |      | Didier Auriol      | 4     |
| 14   |      | Mikko Hirvonen     | 3     |
| 15   |      | Cédric Robert      | 3     |
| 16   |      | Alister McRae      | 3     |
| 17   |      | Armin Schwarz      | 3     |
| 18   |      | Janne Tuohino      | 2     |
| 19   | N    | Freddy Loix        | 1     |
| 20   | 1    | Alistair Ginley    | 1     |
| 21   | 1    | Sebastian Lindholm | 1     |

Classifica costruttori WRC
| Pos. | Pos. | Squadra                  | Punti |
| ---- | ---- | ------------------------ | ----- |
| 1    |      | Marlboro Peugeot Total   | 110   |
| 2    |      | Citroën Total            | 110   |
| 3    | 1    | 555 Subaru WRT           | 74    |
| 4    | 1    | Ford Rallye Sport        | 61    |
| 5    |      | Škoda Motorsport         | 20    |
| 6    |      | Hyundai World Rally Team | 12    |